# Borzestowska Huta
Borzestowska Huta (dodatkowa nazwa w języku kaszub. Bòrzestowskô Hëta, niem. Borzestowerhütte, Borschestowerhütte) – wieś kaszubska w Polsce na Pojezierzu Kaszubskim położona w województwie pomorskim, w powiecie kartuskim, w gminie Chmielno. Leży nad zachodnim brzegiem jeziora Raduńskiego Dolnego na obszarze Kaszubskiego Parku Krajobrazowego, przy szlaku wodnym „Kółko Raduńskie”. Wieś jest siedzibą sołectwa Borzestowska Huta, w skład którego wchodzi również Łączyńska Huta. 
| SIMC    | Nazwa          | Rodzaj    |
| ------- | -------------- | --------- |
| 0159864 | Łączyńska Huta | część wsi |

W Borzestowskiej Hucie miało swoją siedzibę dowództwo organizacji ruchu oporu Gryf Pomorski.
W latach 1975–1998 miejscowość administracyjnie należała do województwa gdańskiego.

## Historia miejscowości
Wieś notowana w księgach ławniczych Kościerzyny od 1749 roku. W roku 1773 zamieszkana przez 20 osób. Z nazwiska wymienieni są: wdowa Fichtenstein, Wawrzyniec Krefft, Paweł Krefft, Piotr Borzestowski i Stanisław Węsierski.  W XIX w. wieś określana jako folwark.
W latach 30. XX wieku majątek, którego wówczas właścicielami byli Łebińscy, rozparcelowano. Resztówkę, łącznie z dworkiem (dziś w ruinie), nabyli Etmańscy.